# مؤشر رطوبة

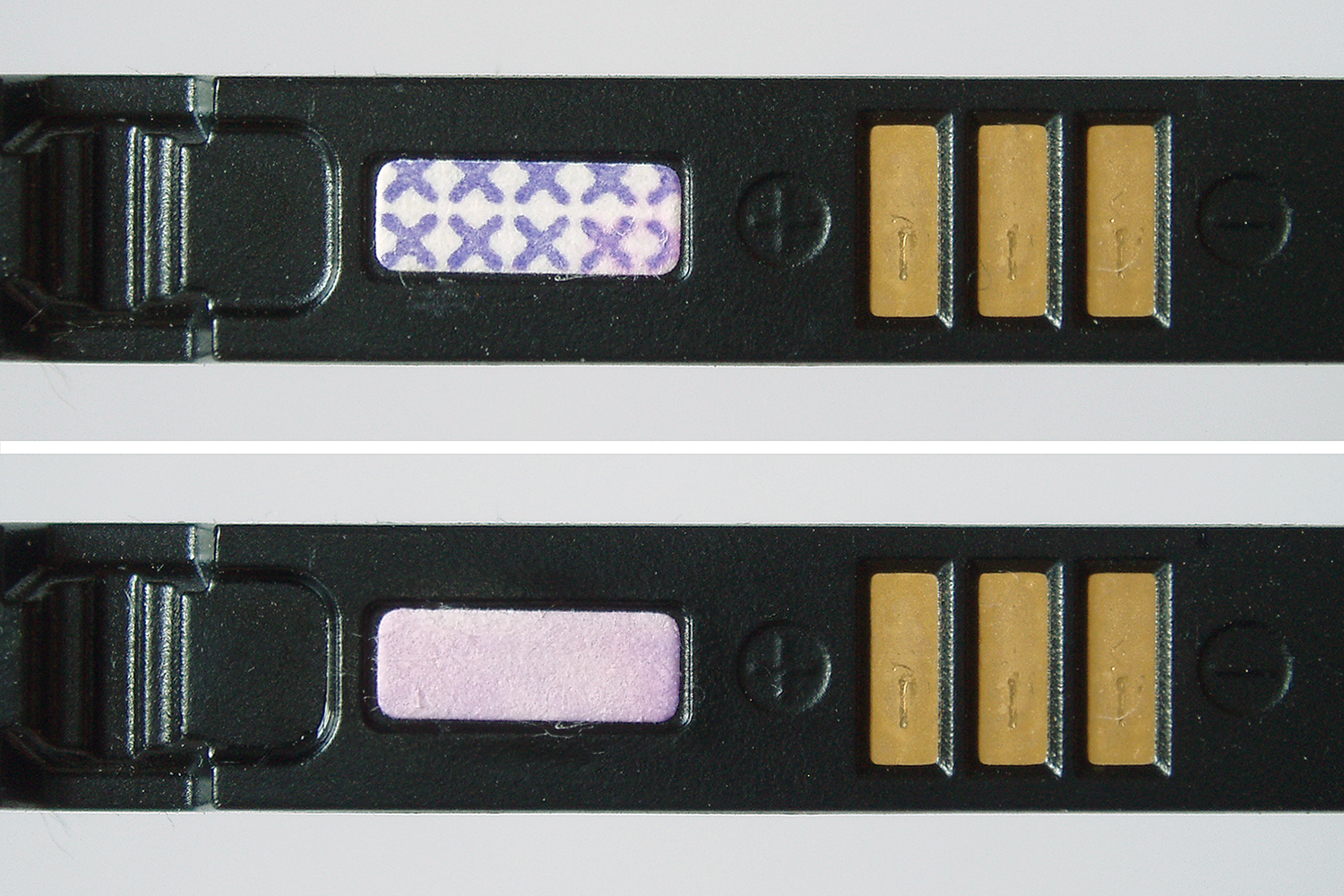
مؤشر رطوبة في بطارية ليثيوم-أيون خاصة بهاتف نقال.
الصورة الأولى: قبل تعريضها للبلل
الصورة الثانية: بعد تعريضها للبلل
(موديل البطارية: سامسونغ AB653039)

مؤشر الرطوبة هو حسّاس كيميائي للرطوبة يتغير لونه مع تجاوز الرطوبة النسبية حدًا معينًا.
من هذه المواد الكيميائية:
- كلوريد الكوبالت الثنائي (سامة) (من الأزرق إلى الوردي)
- كلوريد النحاس الثنائي (سامة) (من الأصفر إلى الأزرق)

## روابط خارجية
- حسّاس كيميائي